# André Papillon
Pour les articles homonymes, voir Papillon (homonymie).
André Papillon (Pau, 26 mai 1910 - Tarbes, 11 janvier 1986) est un photographe humaniste français.

## Biographie
Ayant perdu son père et son frère aîné pendant la Première Guerre mondiale, André Papillon passa son enfance à Bordeaux avec sa mère et sa sœur Fernande, née en 1908.
André Papillon était le beau-frère de François Kollar, qui a épousé sa sœur en 1930, et qui l'a formé au métier de photographe.

## Collections, expositions
- Bibliothèque nationale de France
- Collection Christian Bouqueret